# Horst Holzmann
Horst Holzmann (Neu-Isenburg, Hessen, 27 d'abril de 1930 - Ídem, 26 de febrer de 2014) va ser un ciclista alemany que s'especialitzà en el ciclisme en pista.

## Palmarès
- 1950
  -  Campió d'Alemanya amateur en Madison (amb Theo Intra)
  - 1r a la Volta a Colònia amateur
- 1951
  -  Campió d'Alemanya amateur en ruta